# Sara Colaone
Sara Colaone (ur. 1970 w Pordenone) – włoska ilustratorka, rysowniczka komiksów.
Swoje prace publikuje między innymi w magazynie Mondo Naif wydawnictwa Kappa Edizioni. Jej album We Włoszech wszyscy są mężczyznami narysowany do scenariusza Luca de Santisa w 2009 roku na międzynarodowym festiwalu komiksów Napoli Comicon został uznany za Najlepszy Komiks Roku.

## Powieści graficzne
- 2010 - Ciao ciao bambina.
- 2008 - We Włoszech wszyscy są mężczyznami. (In Italia sono tutti maschi) scenariusz Luca de Santis
- 2008 - Pranzo di famiglia. scenariusz Francesco Satta